# Victoria Hudson
Victoria Hudson (* 28. Mai 1996 in Hainburg an der Donau) ist eine österreichische Leichtathletin, die sich auf den Speerwurf spezialisiert hat und in dieser Disziplin 2024 Europameisterin wurde.

## Sportliche Laufbahn
Erste internationale Erfahrungen sammelte Victoria Hudson 2013 bei den Jugendweltmeisterschaften in Donezk, Ukraine, bei denen sie mit 44,53 m in der Qualifikation ausschied. 2015 nahm sie an den Junioreneuropameisterschaften im schwedischen Eskilstuna teil und belegte dort mit einer Weite von 52,68 m den siebten Platz. Zwei Jahre später schied sie sowohl bei den U23-Europameisterschaften in Bydgoszcz mit 46,57 m, als auch bei der Sommer-Universiade in Taipeh mit 49,35 m in der Qualifikation aus. 2019 wurde sie bei den Studentenweltspielen in Neapel mit 56,80 m Siebte. Obwohl Hudson die Qualifikationsmarke für die Weltmeisterschaften in Doha, Katar nicht erfüllte, wurde sie kurz vor Beginn der Meisterschaften nachnominiert, gelangte dort aber mit 52,51 m nicht bis in das Finale. Am 26. April 2021 beförderte sie bei einem Meeting in Eisenstadt den Speer auf 64,68 m. Damit gelang Hudson nicht nur eine Steigerung des österreichischen Rekordes um mehr als 3 Meter,
sondern auch die direkte Qualifikation für die Olympischen Sommerspiele in Tokio, bei denen sie dann mit 58,60 m den Finaleinzug verpasste. Im Jahr darauf schied sie bei den Weltmeisterschaften in Eugene, Oregon mit 54,05 m in der Qualifikationsrunde aus. Daraufhin wurde sie bei den Europameisterschaften in München mit 56,07 m Zehnte. 
2023 wurde sie bei der 3. Liga der Team-Europameisterschaft im Rahmen der Europaspiele in Chorzów mit 60,27 m Erste und sicherte sich damit ligenübergreifend die Bronzemedaille hinter der Lettin Līna Mūze und Nikola Ogrodníková aus Tschechien. Im August erreichte sie bei den Weltmeisterschaften in Budapest das Finale und belegte dort mit 62,92 m den fünften Platz. Im Jahr darauf verbesserte sie in Eisenstadt den österreichischen Rekord auf 66,06 m und startete als beste Europäerin bei den Europameisterschaften in Rom, bei denen sie mit einer Weite von 64,62 m Europameisterin wurde. Im Interview mit der "Kronen Zeitung" meinte sie: "Am Schluss entscheidet immer der Kopf!" Es war Österreichs erste Goldmedaille bei einer Freiluft-EM seit 53 Jahren. Bei den Olympischen Spielen in Paris schied sie mit einer Weite von 59,69 m hingegen in der Qualifikationsrunde aus. Beim Finale der Diamond League in Brüssel belegte sie mit 62,30 m den hervorragenden vierten Platz.
In den Jahren 2016 und 2017 sowie 2019 und 2021, 2023 und 2024 wurde Hudson österreichische Staatsmeisterin im Speerwurf. Hudson ist aktive Sportlerin des Heeressportzentrums des Österreichischen Bundesheers und trainiert im Heeresleistungszentrum Südstadt. Als Heeressportlerin trägt sie derzeit den Dienstgrad Zugsführer.

## Privates
Hudson ist die Tochter eines Briten und einer Österreicherin.

## Auszeichnungen
- 2024: Auszeichnung als Sportlerin des Jahres[13]